# Hoogte (ringtheorie)
In de commutatieve algebra, een deelgebied van de wiskunde, en meer speciaal de ringtheorie, is de hoogte van een priemideaal {\displaystyle {\mathfrak {p}}} in een ring {\displaystyle R} het aantal strikte inclusies in de langste keten van priemidealen in {\displaystyle {\mathfrak {p}}}. Dan is de hoogte van een ideaal I het infimum van de hoogtes van alle priemidealen die I bevatten. In de taal van de algebraïsche meetkunde is dit de codimensie van de deelvariëteit van Spec(R), die overeenkomt met I. 
Het is niet waar dat iedere maximale keten van priemidealen die zijn opgenomen in I dezelfde lengte heeft; het eerste tegenvoorbeeld werd gevonden door Masayoshi Nagata. Het bestaan van een dergelijk ideaal wordt meestal als pathologisch beschouwd en wordt uitgesloten door een aanname dat de ring  catenair is. 
Veel voorwaarden op ringen leggen voorwaarden op aan de hoogten van bepaalde idealen of aan alle idealen van bepaalde hoogten. Enkele opmerkelijke voorwaarden zijn: 
- Een ring is dan en slechts dan catenair als voor elke twee priemidealen {\displaystyle {\mathfrak {p}}} ⊆ {\displaystyle {\mathfrak {q}}}, elke verzadigde keten van strikte inclusies {\displaystyle {\mathfrak {p}}={\mathfrak {p}}_{1}\subsetneq {\mathfrak {p}}_{2}\cdots \subsetneq {\mathfrak {p}}_{h}={\mathfrak {q}}} dezelfde lengte {\displaystyle h} heeft.
- Een ring is universeel catenair dan en slechts dan als elke eindig gegenereerde algebra over deze ring catenair is.
- Een lokale ring is dan en slechts dan Cohen-Macaulay als voor elke ideaal I de hoogte en diepte van I met betrekking tot I gelijk is.
- Een Noethers integriteitsdomein is dan en slechts dan een uniek factorisatiedomein als elke hoogte 1 priemideaal ook het hoofdideaal is[3].

In een Noetherse ring, zegt de hoogtestelling van Krull dat de hoogte van een ideaal gegenereerd door n elementen niet groter is dan n. 

## Voetnoten
1. ↑  Matsumura, Hideyuki: "Commutatieve Ring Theory" (Commutatieve ringtheorie), pagina 30-31, 1989
2. ↑  Matsumura, Hideyuki: "Commutatieve Ring Theory" (Cmmutatieve ringtheorie), pagina 30-31, 1989
3. ↑   Hartshorne, Robin: :"Algebraic Geometry" (Algebraïsche meetkunde), pag. 7, 1977